# Douglas Souza
Douglas Correia de Souza, bekannt als Douglas Souza, (* 20. August 1995 in Santa Bárbara d’Oeste, São Paulo) ist ein brasilianischer Volleyballspieler.

## Leben
Von 2012 bis 2013 spielte Souza im Verein Pinheiros und von 2013 bis 2014 im Verein São Judas. Danach wechselte er zum Verein SESI São Paulo, wo er von 2014 bis 2018 spielte. Seit 2018 ist er Spieler beim Verein Funvic Taubaté.
Bei den Olympischen Sommerspielen 2016 in Rio de Janeiro gewann er mit seiner Mannschaft die Goldmedaille. 2020 outete sich Souza als homosexuell.